# Тисолово
Тисолово — село в Україні, у Закарпатській області, Тячівському районі. Входить до складу Нересницької сільської громади.

## Назва
15 червня 2025 року селу Тисалово повернута назва Тисолово. Село назване на честь рідкісного і міцного дерева Тис.  

## Релігія
Храм Покрови пр. богородиці, 1996. 
Будівництво першої в селі церкви розпочато 14 жовтня 1990 р. і закінчено 14 жовтня 1996 р. за священика Кубинця Василя. Вів роботу Іван Ґиндич.
2018 року, на запрошення громади, розпочалися роботи з розпису храму. Іконописець - Василь Романів (м. Хуст), проект та орнаментальне оздоблення - Цуп Андрій (м. Тернопіль). Завершився розпис 2020 року.

## Туристичні місця
- На захід від центральної частини села розташована геологічна пам'ятка природи — «Оголені скелі на вершині гори Великий Каменець».
- Храм Покрови пр. богородиці

## Населення

### Мова
Розподіл населення за рідною мовою за даними перепису 2001 року:
| Мова       | Кількість | Відсоток |
| ---------- | --------- | -------- |
| українська | 1277      | 99.69%   |
| російська  | 4         | 0.31%    |
| Усього     | 1281      | 100%     |